# Griechische Röhrenspinne
Die Griechische Röhrenspinne oder Mittelmeer-Röhrenspinne (Eresus walckenaeri) ist eine Webspinne aus der Familie der Röhrenspinnen (Eresidae). Betrachtet man nur die Größe der erwachsenen Weibchen, dann ist diese ostmediterrane Art die größte Spinne des europäischen Festlands. Es gibt jedoch einen erheblichen Größenunterschied zwischen den beiden Geschlechtern.

## Merkmale
Mit einer Körperlänge von dreißig bis vierzig Millimetern ist das Weibchen der Griechischen Röhrenspinne etwa viermal so groß wie das Männchen, dessen Körperlänge zwischen zehn und dreizehn Millimetern beträgt und somit weitestgehend der Körperlänge von Männchen anderen Arten der Echten Röhrenspinnen (Eresus) gleicht.
Das Männchen verfügt wie alle Arten der Echten Röhrenspinnen über eine markante Färbung. Es hat ein schwarzes Prosoma (Vorderkörper), dessen Färbung in die des Opisthosomas (Hinterleib) übergeht. Das Opisthosoma ist orange gefärbt und zeigt zwei schwarze Punktpaare. Die beiden vorderen Beinpaare besitzen eine schwarze Grundfärbung und schwarz-weiße Ringe, die beiden hinteren eine rote Grundfärbung und weiße oder gelbliche Längsstreifen.
Das Weibchen ist schwarz gefärbt und besitzt mit Ausnahme eines an der Front und den Flanken des Opisthosomas verlaufenden orangerot oder orangegelb gefärbten Bandes keine Zeichnungselemente.

### Ähnliche Arten
Während das Weibchen der Griechischen Röhrenspinne deutlich von denen anderer Vertreter der Echten Röhrenspinnen (Eresus) durch seine Größe unterschieden werden kann, so bestehen bei den Männchen Verwechslungsmöglichkeiten mit anderen Arten dieser Gattung. Es ähnelt u. a. dem der Roten Röhrenspinne (Eresus kollari). Ein Unterschied sind die bei dem Männchen der Griechischen Röhrenspinne vorhandenen weißen oder gelben Längsstreifen des vierten Beinpaars, während das Männchen der Roten Röhrenspinne dort weiße Ringe aufweist.

## Vorkommen
Die Griechische Röhrenspinne bewohnt die südliche Balkanhalbinsel (Griechenland sowie Bulgarien), die Inseln des Ägäisches Meeres, die Türkei und den Nahen Osten. Das Habitat der Art sind trockene und halbschattige Gebiete, darunter steinige Hänge, südliches Ödland, alte Olivenhaine, Pinienwälder, jedoch auch trockene Graslandschaften, wo sich die Spinne besonders unter Steinen aufhält.

### Bedrohung und Schutz
Über eine mögliche Bestandsgefährdung der Griechischen Röhrenspinne liegen keine Informationen vor. Von der IUCN wird die Art nicht geführt.

## Lebensweise
Die Griechische Röhrenspinne legt wie alle Vertreter der Familie ein entsprechendes Spinnennetz für den Fang von Beutetieren an. Dieses ist fast schlauchförmig und erscheint meist rosa. Das Fangnetz wird entsprechend der von der Art bewohnten Habitate bevorzugt unter Steinen und Felsen angelegt. Anders als bei der verwandten Roten Röhrenspinne (Eresus kollari) und auch der Ringelfüßigen Röhrenspinne (Eresus sandaliatus) ist die Individuendichte der Griechischen Röhrenspinne an den jeweiligen Fundorten meist gering.

### Phänologie und Fortpflanzung
Ausgewachsene Männchen der Ringelfüßigen Röhrenspinne sind von April bis Juni, ausgereifte Weibchen lediglich im April und im Oktober anzutreffen. Das Fortpflanzungsverhalten gleicht weitestgehend dem anderer Arten der Gattung. Nach etwa einem Monat legt das Weibchen einen diskusförmigen Eikokon an. Sollte der erste Kokon nicht befruchtet sein, wird ein zweiter angelegt. Der Eikokon der Griechischen Röhrenspinne enthält deutlich mehr Eier als die der anderen Echte Röhrenspinnen (Eresus). Die Jungtiere verlassen bereits recht früh den Unterschlupf ihrer Mutter und verbreiten sich über den sog. Spinnenflug am Spinnfaden.

## Systematik
Die Griechische Röhrenspinne wurde 1832 von Gaspard Auguste Brullé als Eresus walckenaeri erstbeschrieben und nie in andere Gattungen gestellt. Sie wurde allerdings mehrere Male neu benannt. Diese Synonyme lauten:
- Eresus audouin Brullé, 1832
- Eresus theis Brullé, 1832
- Eresus ctenizoides C. L. Koch, 1836
- Eresus luridus C. L. Koch, 1836
- Eresus puniceus C. L. Koch, 1837
- Eresus pruinosus C. L. Koch, 1846
- Eresus siculus Lucas, 1864
- Erythrophora punicea Simon, 1864
- Eresus puniceus Simon, 1873

Es werden zwei Unterarten der Griechischen Röhrenspinne anerkannt:
- Eresus walckenaeri moerens C. L. Koch, 1846
- Eresus walckenaeri walckenaeri Brullé, 1832